# Пеліальні
Пеліальні (Pelliales) — порядок печіночників.

## Класифікація
Таксономія на основі роботи Söderström et al. 2016 та синоніми зі Збірника назв родових груп у систематичному розташуванні.
- Noterocladaceae Frey & Stech 2005
  - Noteroclada Taylor ex Hooker & Wilson 1844
- Pelliaceae von Klinggräff 1858
  - Pellia Raddi 1818 nom. cons.